# Saab 21R
Saab 21R — шведський реактивний винищувач, розроблений і виготовлений компанією Svenska Aeroplan AB. Він був створений на основі літака з поршневим двигуном Saab 21 і був першим реактивним винищувачем Швеції. 
Суфікс R у назві означає reaktion (реакція), посилаючись на reaktionsdrift (реактивна потужність) або reaktionsmotor (реактивний двигун). Разом із радянським Як-15, Saab 21R був одним із двох реактивних винищувачів, які успішно переобладнали з поршневих літаків.
Під час Другої світової війни Швеція опинилася під загрозою і влада попросила Saab розробити передовий винищувач. У результаті вийшов нестандартний двобалковий літак із низьким крилом, триколісним шасі та важким озброєнням. Тоді було розглянуто кілька варіантів модернізації літака, що призвело до розробки версії з реактивним двигуном.
У 1947 році компанія SAAB почала переводити Saab J-21 з поршневим двигуном на реактивний двигун, що вимагало значних модифікацій. Було заплановано 124 одиниці, однак кількість скоротили до 64, і натомість вони використовувалися в основному як винищувачі-бомбардувальники. 21R був прийнятий на озброєння наприкінці 1940-х і на початку 1950-х років, перш ніж його замінили винищувачі нового покоління, що були розроблені з реактивним двигуном з самого початку, такі як de Havilland Vampire і Saab 29 Tunnan.

## Конструкція та історія розробки

### Передумови
На ранніх етапах Другої світової війни Швеція була стурбована тим, що її нейтралітет та незалежність можуть опинитися під загрозою, і тому вжила низку надзвичайних заходів для підвищення готовності своєї армії та захисту проти потенційних агресорів. Між 1939 і 1941 роками ВПС Швеції взяли на себе масштабну програму розширення, яка включала закупівлю великої кількості іноземних і вітчизняних винищувачів. Як наслідок війни, небагато країн володіли наявними виробничими потужностями або готовністю постачати сучасні винищувачі до Швеції, яка була відносно невеликою нейтральною країною. Незважаючи на те, що власного внутрішнього виробничого потенціалу Швеції було недостатньо принаймні до 1943 року, Швеція повинна була розробити власні першокласні конструкції для задоволення своїх потреб.
У 1941 році, у відповідь на вимоги ВПС Швеції, шведська авіаційна компанія SAAB почала роботу над радикально новим винищувачем. Компанія задумала нестандартний винищувач із подвійною балкою та штовхаючим гвинтом, із низьким крилом, триколісним шасі та важким озброєнням. Його оснастили ліцензійною версією нового німецького рядного поршневого двигуна Daimler-Benz DB 605B, який був допрацьований і виготовлявся Svenska Flygmotor AB. Повітряні сили Швеції назвали його J-21, і прототип здійснив свій перший політ 30 липня 1943 року.
До 1945 року розглядалися різні варіанти модернізації. Багато з них передбачали заміну двигуна 605B на більш потужний. У першій половині року був запланований варіант із двигуном Rolls-Royce Griffon потужністю 2000 к.с. Інші проекти, такі як SAAB 27, також мали намір використовувати Griffon, але на кінець року всі роботи над розробкою літаків з поршневими двигунами були припинені.
Паралельно з дослідженнями поршневих двигунів SAAB та інші шведські компанії розглядали новий тип двигуна — реактивний. Було розглянуто дві ранні розробки, RX 1 і RX 2, обидві з яких були літаками з подвійною балкою, подібними до Saab 21. Помітивши ентузіазм ВПС Швеції щодо реактивних літаків наприкінці 1945 року, SAAB вирішила виготовити версію J-21 з реактивним двигуном. Було розпочато переведення J-21A на реактивний двигун. Вважається, що в іншому випадку Швеція залишилася б позаду, тоді як такі країни, як Велика Британія, вже виробляли реактивні винищувачі Gloster Meteor і de Havilland Vampire.
Розробка конструкції тривала наприкінці 1945 року, незважаючи на те, що конкретний двигун ще не було обрано, але з’явилася можливість придбати ліцензію на виробництво турбореактивного двигуна «Goblin 2» у Швеції. Це був перший реактивний двигун ВПС Швеції, і він отримав назву RM1. Перший політ літака відбувся 10 березня 1947 року з одним двигуном Goblin 2. Результати льотних випробувань були в основному задовільними.

### Переобладнання
Протягом 1947 року SAAB почав отримувати J-21 з поршневими двигунами для переобладнання. Це вимагало серйозної модифікації кожного літака. Загалом було змінено понад 50 відсотків планера, оперення та крила, і кожен літак був оснащений одним британським турбореактивним двигуном de Havilland Goblin. Переобладнанні J-21 отримали перейменування J-21R.
Було внесено багато змін, щоб адаптувати двигун Goblin, який мав значно інші властивості та вимоги, ніж двигун DB 605B. Горизонтальний стабілізатор довелося підняти, щоб вивести вихлоп реактивного двигуна, що вимагало переробки хвостової частини. Турбореактивний двигун потребував великої кількості палива, тому були додані додаткові баки у центральній частині крила та баки на кінцях крила. Аеродинаміка винищувача була покращена під час перебудови, з вигнутим вітровим склом і зміненою передньою кромкою крила. Пневматичні гальма були додані як додатковий щиток на задній кромці зовнішнього крила. Крісло-катапульта, яке було відносно новою інновацією, отримало різні вдосконалення, які дозволили пілоту катапультуватися на вищих швидкостях.
Штурмова версія A-21R тепер могла нести ракети калібру 145 і 180 мм, встановлені під центральною частиною крила. Замість ракет під центральною частиною крила також могла бути встановлена зовнішня платформа для гармати. Платформа (paddan) містила вісім 8 мм кулеметів ksp m/22 з 800 набоїв на один кулемет. Система управління вогнем дозволяла вести вогонь з усіх встановлених знарядь і всіх ракет або кулеметного блоку.
Було заплановано виробництво 124 літаків, включаючи чотири прототипи. Коли авіакрило F 10 отримало досвід роботи з цим літаком, було зроблено висновок, що ці літаки мають виконувати роль штурмовиків, і партію скоротили до 64 одиниць. З них 34 винищувачі отримали позначення J 21RA. Пізніше вони були перейменовані як A 21RA. 30 інших літаків отримали позначення A 21RB. Вони мали двигун Goblin 3 або RM1A шведського виробництва вагою 1500 кг.

## Варіанти

Схема J-21R

### J 21RA / A 21RA
Перша партія виробництва, літаки оснащені двигунами британського виробництва, 34 одиниці виготовлені в 1950 році (включаючи чотири прототипи), зняті з експлуатації в 1953 році.

### A 21RB
Друга партія, літаки оснащені двигунами шведського виробництва, 30 одиниць було виготовлено між 1950 і 1952 роками, зняті з експлуатації в 1956 році.

## Вцілілі екземпляри
Жоден оригінальний екземпляр літака не зберігся до наших днів після зняття з експлуатації, однак у 1990-х роках група волонтерів взяла вцілілий занедбаний Saab J 21 і переробила його на 21R для демонстрації в Музеї ВПС Швеції.